# Nuova Compagnia di Canto Popolare (album 1971)
Nuova Compagnia di Canto Popolare è il primo album in studio del gruppo musicale italiano Nuova Compagnia di Canto Popolare, pubblicato il 16 giugno del 1971 dalla Rare.

## Tracce[1]
Lato A
1. Madonna de la grazia – 2:31
2. Sia maledetta l'acqua – 3:00
3. Boccuccia de 'no pierzeco – 2:55
4. Maronna nun è cchiù – 4:22
5. Tarantella I Masaniello – 2:14
6. La zita – 5:05

Lato B
1. Lo guarracino – 6:48
2. Procidana – 2:15
3. Tarantelle del Gargano – 4:10
4. Donna Sabella – 2:57
5. Angelarè – 2:05